# Вілья-Матаморос
Вілья-Матаморос (ісп. Villa Matamoros), офіційно Маріано-Матаморос (ісп. Mariano Matamoros) — населений пункт муніципалітету Матаморос у Мексиці, входить до штату Чіуауа. Населення — 2615 осіб (2010).

## Історія
Перша назва поселення — Сан-Ісідро-де-лас-Куевас (ісп. San Isidro de las Cuevas), входило до складу муніципалітету Альєнде. 1847 року включене до складу муніципалітету Ідальго-дель-Парраль. 31 липня 1874 року стало самостійним муніципалітетом Сан-Ісідро-де-лас-Куевас. 8 липня 1922 року рішенням конгресу штату поселення перейменовано на честь героя боротьби за незалежність Мексики Маріано Матамороса — Вілья-Матаморос. Між 1931 і 1932 роками виділене зі складу муніципалітету Парраль, остаточно стало окремим муніципалітетом 18 листопада 1995 з офіційною назвою Маріано-Матаморос, поряд з якою продовжує використовуватися традиційна Вілья-Матаморос.